# Volta a la Comunitat Valenciana 2024
La Volta a la Comunitat Valenciana 2024, 75a edició de la Volta a la Comunitat Valenciana, fou una competició ciclista per etapes que es disputà entre el 31 de gener i el 4 de febrer de 2023 sobre un recorregut de 744 km repartits entre cinc etapes. La cursa formà part del calendari de l'UCI ProSeries 2024, amb una categoria 2.Pro.
El vencedor final fou l'estatunidenc Brandon McNulty (UAE Team Emirates), que s'imposà a Santiago Buitrago (Bahrain Victorious) i Aleksandr Vlàssov (Bora-Hansgrohe), segon i tercer respectivament.

## Equips
L'organització convidà a 18 equips a prendre part en aquesta cursa, set de categoria WorldTeams, nou de categoria UCI ProTeams i dos equips continentals.
| WorldTeams (7)- Bahrain Victorious - Bora-Hansgrohe - Intermarché-Wanty - Lidl-Trek - Movistar Team - Team Jayco AlUla - UAE Team Emirates ProTeams (9)- Bingoal WB - Burgos-BH - Caja Rural-Seguros RGA - Equipo Kern Pharma - Euskaltel-Euskadi - Q36.5 Pro Cycling Team - Team Novo Nordisk - Polti Kometa - VF Group-Bardiani CSF-Faizané Equips continentals (2)- Illes Balears Arabay Cycling - Project Echelon Racing |
| |

## Etapes
| Etapa    | Data      | Ciutats d'etapa                   | type                    | Distància (km) | Desnivell (m) | Vencedor de l'etapa | Líder de la general |
| -------- | --------- | --------------------------------- | ----------------------- | -------------- | ------------- | ------------------- | ------------------- |
| 1a etapa | 31 de gen | Benicàssim – Castelló de la Plana | etapa accidentada       | 167            | 2.374 m       | Alessandro Tonelli  | Alessandro Tonelli  |
| 2a etapa | 1 de feb  | Canals – Valldigna                | etapa accidentada       | 162,7          | 1.827 m       | Matej Mohorič       | Alessandro Tonelli  |
| 3a etapa | 2 de feb  | Sant Vicent del Raspeig – Oriola  | etapa accidentada       | 161,3          | 1.393 m       | Jonathan Milan      | Alessandro Tonelli  |
| 4a etapa | 3 de feb  | Teulada – la Vall d'Ebo           | etapa de mitja muntanya | 160            | 3.328 m       | Brandon McNulty     | Brandon McNulty     |
| 5a etapa | 4 de feb  | Bétera – València                 | etapa accidentada       | 93             | 1.161 m       | William Barta       | Brandon McNulty     |

### Etapa 1
| \| Classificació de l'etapa \| Classificació de l'etapa \| Classificació de l'etapa \| Classificació de l'etapa \| Classificació de l'etapa \| \| Corredor \| Corredor \| Equip \| Temps \| \| \| ------------------------ \| ------------------------ \| ----------------------------- \| ------------------------ \| ------------------------ \| \| 1r \| Alessandro Tonelli \| VF Group-Bardiani CSF-Faizanè \| 4h 04' 34" \| \| \| 2n \| Manuele Tarozzi \| VF Group-Bardiani CSF-Faizanè \| + 0" \| \| \| 3r \| Oier Lazkano López \| Movistar Team \| + 1' 09" \| \| \| 4t \| Alex Molenaar \| Illes Balears Arabay Cycling \| + 1' 12" \| \| \| 5è \| Jonathan Milan \| Lidl-Trek \| + 1' 19" \| \| \| 6è \| Michael Matthews \| Team Jayco AlUla \| + 1' 19" \| \| \| 7è \| Matej Mohorič \| Bahrain Victorious \| + 1' 19" \| \| \| 8è \| Filippo Fiorelli \| VF Group-Bardiani CSF-Faizanè \| + 1' 19" \| \| \| 9è \| Pelayo Sánchez Mayo \| Movistar Team \| + 1' 19" \| \| \| 10è \| Giovanni Aleotti \| Bora-Hansgrohe \| + 1' 19" \| \| |                     |                               |            |
| |                     |                               |            |
| Font: ProCyclingStats |                     |                               |            |
| Classificació de l'etapa |                     |                               |            |
| Corredor | Corredor            | Equip                         | Temps      |
| 1r | Alessandro Tonelli  | VF Group-Bardiani CSF-Faizanè | 4h 04' 34" |
| 2n | Manuele Tarozzi     | VF Group-Bardiani CSF-Faizanè | + 0"       |
| 3r | Oier Lazkano López  | Movistar Team                 | + 1' 09"   |
| 4t | Alex Molenaar       | Illes Balears Arabay Cycling  | + 1' 12"   |
| 5è | Jonathan Milan      | Lidl-Trek                     | + 1' 19"   |
| 6è | Michael Matthews    | Team Jayco AlUla              | + 1' 19"   |
| 7è | Matej Mohorič       | Bahrain Victorious            | + 1' 19"   |
| 8è | Filippo Fiorelli    | VF Group-Bardiani CSF-Faizanè | + 1' 19"   |
| 9è | Pelayo Sánchez Mayo | Movistar Team                 | + 1' 19"   |
| 10è | Giovanni Aleotti    | Bora-Hansgrohe                | + 1' 19"   |

| \| Classificació general \| Classificació general \| Classificació general \| Classificació general \| Classificació general \| \| Corredor \| Corredor \| Equip \| Temps \| \| \| --------------------- \| --------------------- \| ----------------------------- \| --------------------- \| --------------------- \| \| 1r \| Alessandro Tonelli \| VF Group-Bardiani CSF-Faizanè \| 4h 04' 22" \| \| \| 2n \| Manuele Tarozzi \| VF Group-Bardiani CSF-Faizanè \| + 3" \| \| \| 3r \| Oier Lazkano López \| Movistar Team \| + 1' 17" \| \| \| 4t \| Alex Molenaar \| Illes Balears Arabay Cycling \| + 1' 20" \| \| \| 5è \| Francisco Muñoz Llana \| Team Polti Kometa \| + 1' 29" \| \| \| 6è \| Jonathan Milan \| Lidl-Trek \| + 1' 31" \| \| \| 7è \| Michael Matthews \| Team Jayco AlUla \| + 1' 31" \| \| \| 8è \| Matej Mohorič \| Bahrain Victorious \| + 1' 31" \| \| \| 9è \| Filippo Fiorelli \| VF Group-Bardiani CSF-Faizanè \| + 1' 31" \| \| \| 10è \| Pelayo Sánchez Mayo \| Movistar Team \| + 1' 31" \| \| |                       |                               |            |
| |                       |                               |            |
| Font: ProCyclingStats |                       |                               |            |
| Classificació general |                       |                               |            |
| Corredor | Corredor              | Equip                         | Temps      |
| 1r | Alessandro Tonelli    | VF Group-Bardiani CSF-Faizanè | 4h 04' 22" |
| 2n | Manuele Tarozzi       | VF Group-Bardiani CSF-Faizanè | + 3"       |
| 3r | Oier Lazkano López    | Movistar Team                 | + 1' 17"   |
| 4t | Alex Molenaar         | Illes Balears Arabay Cycling  | + 1' 20"   |
| 5è | Francisco Muñoz Llana | Team Polti Kometa             | + 1' 29"   |
| 6è | Jonathan Milan        | Lidl-Trek                     | + 1' 31"   |
| 7è | Michael Matthews      | Team Jayco AlUla              | + 1' 31"   |
| 8è | Matej Mohorič         | Bahrain Victorious            | + 1' 31"   |
| 9è | Filippo Fiorelli      | VF Group-Bardiani CSF-Faizanè | + 1' 31"   |
| 10è | Pelayo Sánchez Mayo   | Movistar Team                 | + 1' 31"   |

### Etapa 2
| \| Classificació de l'etapa \| Classificació de l'etapa \| Classificació de l'etapa \| Classificació de l'etapa \| Classificació de l'etapa \| \| Corredor \| Corredor \| Equip \| Temps \| \| \| ------------------------ \| ------------------------ \| ----------------------------- \| ------------------------ \| ------------------------ \| \| 1r \| Matej Mohorič \| Bahrain Victorious \| 3h 47' 47" \| \| \| 2n \| Giovanni Lonardi \| Team Polti Kometa \| + 13" \| \| \| 3r \| Simone Consonni \| Lidl-Trek \| + 13" \| \| \| 4t \| Filippo Fiorelli \| VF Group-Bardiani CSF-Faizanè \| + 13" \| \| \| 5è \| Davide De Pretto \| Team Jayco AlUla \| + 13" \| \| \| 6è \| Michael Matthews \| Team Jayco AlUla \| + 13" \| \| \| 7è \| Marco Tizza \| Bingoal WB \| + 13" \| \| \| 8è \| Tyler Stites \| Project Echelon Racing \| + 13" \| \| \| 9è \| Rainer Kepplinger \| Bahrain Victorious \| + 13" \| \| \| 10è \| Orluis Aular Sanabria \| Caja Rural-Seguros RGA \| + 13" \| \| |                       |                               |            |
| |                       |                               |            |
| Font: ProCyclingStats |                       |                               |            |
| Classificació de l'etapa |                       |                               |            |
| Corredor | Corredor              | Equip                         | Temps      |
| 1r | Matej Mohorič         | Bahrain Victorious            | 3h 47' 47" |
| 2n | Giovanni Lonardi      | Team Polti Kometa             | + 13"      |
| 3r | Simone Consonni       | Lidl-Trek                     | + 13"      |
| 4t | Filippo Fiorelli      | VF Group-Bardiani CSF-Faizanè | + 13"      |
| 5è | Davide De Pretto      | Team Jayco AlUla              | + 13"      |
| 6è | Michael Matthews      | Team Jayco AlUla              | + 13"      |
| 7è | Marco Tizza           | Bingoal WB                    | + 13"      |
| 8è | Tyler Stites          | Project Echelon Racing        | + 13"      |
| 9è | Rainer Kepplinger     | Bahrain Victorious            | + 13"      |
| 10è | Orluis Aular Sanabria | Caja Rural-Seguros RGA        | + 13"      |

| \| Classificació general \| Classificació general \| Classificació general \| Classificació general \| Classificació general \| \| Corredor \| Corredor \| Equip \| Temps \| \| \| --------------------- \| ------------------------- \| ----------------------------- \| --------------------- \| --------------------- \| \| 1r \| Alessandro Tonelli \| VF Group-Bardiani CSF-Faizanè \| 7h 52' 22" \| \| \| 2n \| Matej Mohorič \| Bahrain Victorious \| + 1' 08" \| \| \| 3r \| Felix Großschartner \| UAE Team Emirates \| + 1' 18" \| \| \| 4t \| Santiago Buitrago Sánchez \| Bahrain Victorious \| + 1' 19" \| \| \| 5è \| Aleksandr Vlàssov \| Bora-Hansgrohe \| + 1' 30" \| \| \| 6è \| Filippo Fiorelli \| VF Group-Bardiani CSF-Faizanè \| + 1' 31" \| \| \| 7è \| Michael Matthews \| Team Jayco AlUla \| + 1' 31" \| \| \| 8è \| Paul Double \| Team Polti Kometa \| + 1' 31" \| \| \| 9è \| Giovanni Aleotti \| Bora-Hansgrohe \| + 1' 31" \| \| \| 10è \| Rainer Kepplinger \| Bahrain Victorious \| + 1' 31" \| \| |                           |                               |            |
| |                           |                               |            |
| Font: ProCyclingStats |                           |                               |            |
| Classificació general |                           |                               |            |
| Corredor | Corredor                  | Equip                         | Temps      |
| 1r | Alessandro Tonelli        | VF Group-Bardiani CSF-Faizanè | 7h 52' 22" |
| 2n | Matej Mohorič             | Bahrain Victorious            | + 1' 08"   |
| 3r | Felix Großschartner       | UAE Team Emirates             | + 1' 18"   |
| 4t | Santiago Buitrago Sánchez | Bahrain Victorious            | + 1' 19"   |
| 5è | Aleksandr Vlàssov         | Bora-Hansgrohe                | + 1' 30"   |
| 6è | Filippo Fiorelli          | VF Group-Bardiani CSF-Faizanè | + 1' 31"   |
| 7è | Michael Matthews          | Team Jayco AlUla              | + 1' 31"   |
| 8è | Paul Double               | Team Polti Kometa             | + 1' 31"   |
| 9è | Giovanni Aleotti          | Bora-Hansgrohe                | + 1' 31"   |
| 10è | Rainer Kepplinger         | Bahrain Victorious            | + 1' 31"   |

### Etapa 3
| \| Classificació de l'etapa \| Classificació de l'etapa \| Classificació de l'etapa \| Classificació de l'etapa \| Classificació de l'etapa \| \| Corredor \| Corredor \| Equip \| Temps \| \| \| ------------------------ \| ------------------------ \| ----------------------------- \| ------------------------ \| ------------------------ \| \| 1r \| Jonathan Milan \| Lidl-Trek \| 3h 42' 04" \| \| \| 2n \| Arne Marit \| Intermarché-Wanty \| + 0" \| \| \| 3r \| Giovanni Lonardi \| Team Polti Kometa \| + 0" \| \| \| 4t \| Filippo Fiorelli \| VF Group-Bardiani CSF-Faizanè \| + 0" \| \| \| 5è \| Simone Consonni \| Lidl-Trek \| + 0" \| \| \| 6è \| Alexander Salby \| Bingoal WB \| + 0" \| \| \| 7è \| Matyáš Kopecký \| Team Novo Nordisk \| + 0" \| \| \| 8è \| Thomas Silva \| Caja Rural-Seguros RGA \| + 0" \| \| \| 9è \| Orluis Aular Sanabria \| Caja Rural-Seguros RGA \| + 0" \| \| \| 10è \| Tyler Stites \| Project Echelon Racing \| + 0" \| \| |                       |                               |            |
| |                       |                               |            |
| Font: ProCyclingStats |                       |                               |            |
| Classificació de l'etapa |                       |                               |            |
| Corredor | Corredor              | Equip                         | Temps      |
| 1r | Jonathan Milan        | Lidl-Trek                     | 3h 42' 04" |
| 2n | Arne Marit            | Intermarché-Wanty             | + 0"       |
| 3r | Giovanni Lonardi      | Team Polti Kometa             | + 0"       |
| 4t | Filippo Fiorelli      | VF Group-Bardiani CSF-Faizanè | + 0"       |
| 5è | Simone Consonni       | Lidl-Trek                     | + 0"       |
| 6è | Alexander Salby       | Bingoal WB                    | + 0"       |
| 7è | Matyáš Kopecký        | Team Novo Nordisk             | + 0"       |
| 8è | Thomas Silva          | Caja Rural-Seguros RGA        | + 0"       |
| 9è | Orluis Aular Sanabria | Caja Rural-Seguros RGA        | + 0"       |
| 10è | Tyler Stites          | Project Echelon Racing        | + 0"       |

| \| Classificació general \| Classificació general \| Classificació general \| Classificació general \| Classificació general \| \| Corredor \| Corredor \| Equip \| Temps \| \| \| --------------------- \| ------------------------- \| ----------------------------- \| --------------------- \| --------------------- \| \| 1r \| Alessandro Tonelli \| VF Group-Bardiani CSF-Faizanè \| 11h 34' 26" \| \| \| 2n \| Matej Mohorič \| Bahrain Victorious \| + 1' 08" \| \| \| 3r \| Felix Großschartner \| UAE Team Emirates \| + 1' 28" \| \| \| 4t \| Santiago Buitrago Sánchez \| Bahrain Victorious \| + 1' 29" \| \| \| 5è \| Aleksandr Vlàssov \| Bora-Hansgrohe \| + 1' 30" \| \| \| 6è \| Filippo Fiorelli \| VF Group-Bardiani CSF-Faizanè \| + 1' 31" \| \| \| 7è \| Paul Double \| Team Polti Kometa \| + 1' 31" \| \| \| 8è \| Giovanni Aleotti \| Bora-Hansgrohe \| + 1' 31" \| \| \| 9è \| Joan Bou \| Euskaltel-Euskadi \| + 1' 31" \| \| \| 10è \| Einer Rubio \| Movistar Team \| + 1' 31" \| \| |                           |                               |             |
| |                           |                               |             |
| Font: ProCyclingStats |                           |                               |             |
| Classificació general |                           |                               |             |
| Corredor | Corredor                  | Equip                         | Temps       |
| 1r | Alessandro Tonelli        | VF Group-Bardiani CSF-Faizanè | 11h 34' 26" |
| 2n | Matej Mohorič             | Bahrain Victorious            | + 1' 08"    |
| 3r | Felix Großschartner       | UAE Team Emirates             | + 1' 28"    |
| 4t | Santiago Buitrago Sánchez | Bahrain Victorious            | + 1' 29"    |
| 5è | Aleksandr Vlàssov         | Bora-Hansgrohe                | + 1' 30"    |
| 6è | Filippo Fiorelli          | VF Group-Bardiani CSF-Faizanè | + 1' 31"    |
| 7è | Paul Double               | Team Polti Kometa             | + 1' 31"    |
| 8è | Giovanni Aleotti          | Bora-Hansgrohe                | + 1' 31"    |
| 9è | Joan Bou                  | Euskaltel-Euskadi             | + 1' 31"    |
| 10è | Einer Rubio               | Movistar Team                 | + 1' 31"    |

### Etapa 4
| \| Classificació de l'etapa \| Classificació de l'etapa \| Classificació de l'etapa \| Classificació de l'etapa \| Classificació de l'etapa \| \| Corredor \| Corredor \| Equip \| Temps \| \| \| ------------------------ \| ----------------------------- \| ------------------------ \| ------------------------ \| ------------------------ \| \| 1r \| Brandon McNulty \| UAE Team Emirates \| 4h 08' 21" \| \| \| 2n \| Santiago Buitrago Sánchez \| Bahrain Victorious \| + 12" \| \| \| 3r \| Aleksandr Vlàssov \| Bora-Hansgrohe \| + 12" \| \| \| 4t \| Peio Bilbao López de Armentia \| Bahrain Victorious \| + 24" \| \| \| 5è \| Jai Hindley \| Bora-Hansgrohe \| + 24" \| \| \| 6è \| Felix Großschartner \| UAE Team Emirates \| + 29" \| \| \| 7è \| Rainer Kepplinger \| Bahrain Victorious \| + 44" \| \| \| 8è \| Javier Romo \| Movistar Team \| + 47" \| \| \| 9è \| Welay Berehe \| Team Jayco AlUla \| + 48" \| \| \| 10è \| Patrick Konrad \| Lidl-Trek \| + 1' 01" \| \| |                               |                    |            |
| |                               |                    |            |
| Font: ProCyclingStats |                               |                    |            |
| Classificació de l'etapa |                               |                    |            |
| Corredor | Corredor                      | Equip              | Temps      |
| 1r | Brandon McNulty               | UAE Team Emirates  | 4h 08' 21" |
| 2n | Santiago Buitrago Sánchez     | Bahrain Victorious | + 12"      |
| 3r | Aleksandr Vlàssov             | Bora-Hansgrohe     | + 12"      |
| 4t | Peio Bilbao López de Armentia | Bahrain Victorious | + 24"      |
| 5è | Jai Hindley                   | Bora-Hansgrohe     | + 24"      |
| 6è | Felix Großschartner           | UAE Team Emirates  | + 29"      |
| 7è | Rainer Kepplinger             | Bahrain Victorious | + 44"      |
| 8è | Javier Romo                   | Movistar Team      | + 47"      |
| 9è | Welay Berehe                  | Team Jayco AlUla   | + 48"      |
| 10è | Patrick Konrad                | Lidl-Trek          | + 1' 01"   |

| \| Classificació general \| Classificació general \| Classificació general \| Classificació general \| Classificació general \| \| Corredor \| Corredor \| Equip \| Temps \| \| \| --------------------- \| ----------------------------- \| ----------------------------- \| --------------------- \| --------------------- \| \| 1r \| Brandon McNulty \| UAE Team Emirates \| 15h 44' 08" \| \| \| 2n \| Santiago Buitrago Sánchez \| Bahrain Victorious \| + 14" \| \| \| 3r \| Aleksandr Vlàssov \| Bora-Hansgrohe \| + 17" \| \| \| 4t \| Alessandro Tonelli \| VF Group-Bardiani CSF-Faizanè \| + 20" \| \| \| 5è \| Jai Hindley \| Bora-Hansgrohe \| + 34" \| \| \| 6è \| Peio Bilbao López de Armentia \| Bahrain Victorious \| + 34" \| \| \| 7è \| Felix Großschartner \| UAE Team Emirates \| + 36" \| \| \| 8è \| Rainer Kepplinger \| Bahrain Victorious \| + 54" \| \| \| 9è \| Javier Romo \| Movistar Team \| + 58" \| \| \| 10è \| Paul Double \| Team Polti Kometa \| + 1' 11" \| \| |                               |                               |             |
| |                               |                               |             |
| Font: ProCyclingStats |                               |                               |             |
| Classificació general |                               |                               |             |
| Corredor | Corredor                      | Equip                         | Temps       |
| 1r | Brandon McNulty               | UAE Team Emirates             | 15h 44' 08" |
| 2n | Santiago Buitrago Sánchez     | Bahrain Victorious            | + 14"       |
| 3r | Aleksandr Vlàssov             | Bora-Hansgrohe                | + 17"       |
| 4t | Alessandro Tonelli            | VF Group-Bardiani CSF-Faizanè | + 20"       |
| 5è | Jai Hindley                   | Bora-Hansgrohe                | + 34"       |
| 6è | Peio Bilbao López de Armentia | Bahrain Victorious            | + 34"       |
| 7è | Felix Großschartner           | UAE Team Emirates             | + 36"       |
| 8è | Rainer Kepplinger             | Bahrain Victorious            | + 54"       |
| 9è | Javier Romo                   | Movistar Team                 | + 58"       |
| 10è | Paul Double                   | Team Polti Kometa             | + 1' 11"    |

### Etapa 5
| \| Classificació de l'etapa \| Classificació de l'etapa \| Classificació de l'etapa \| Classificació de l'etapa \| Classificació de l'etapa \| \| Corredor \| Corredor \| Equip \| Temps \| \| \| ------------------------ \| ------------------------ \| ------------------------ \| ------------------------ \| ------------------------ \| \| 1r \| William Barta \| Movistar Team \| 2h 08' 19" \| \| \| 2n \| Jonathan Milan \| Lidl-Trek \| + 7" \| \| \| 3r \| Vito Braet \| Intermarché-Wanty \| + 7" \| \| \| 4t \| Orluis Aular Sanabria \| Caja Rural-Seguros RGA \| + 7" \| \| \| 5è \| Matej Mohorič \| Bahrain Victorious \| + 7" \| \| \| 6è \| Davide De Pretto \| Team Jayco AlUla \| + 7" \| \| \| 7è \| Tyler Stites \| Project Echelon Racing \| + 7" \| \| \| 8è \| Johan Meens \| Bingoal WB \| + 7" \| \| \| 9è \| Jan Christen \| UAE Team Emirates \| + 7" \| \| \| 10è \| Aleksandr Vlàssov \| Bora-Hansgrohe \| + 7" \| \| |                       |                        |            |
| |                       |                        |            |
| Font: ProCyclingStats |                       |                        |            |
| Classificació de l'etapa |                       |                        |            |
| Corredor | Corredor              | Equip                  | Temps      |
| 1r | William Barta         | Movistar Team          | 2h 08' 19" |
| 2n | Jonathan Milan        | Lidl-Trek              | + 7"       |
| 3r | Vito Braet            | Intermarché-Wanty      | + 7"       |
| 4t | Orluis Aular Sanabria | Caja Rural-Seguros RGA | + 7"       |
| 5è | Matej Mohorič         | Bahrain Victorious     | + 7"       |
| 6è | Davide De Pretto      | Team Jayco AlUla       | + 7"       |
| 7è | Tyler Stites          | Project Echelon Racing | + 7"       |
| 8è | Johan Meens           | Bingoal WB             | + 7"       |
| 9è | Jan Christen          | UAE Team Emirates      | + 7"       |
| 10è | Aleksandr Vlàssov     | Bora-Hansgrohe         | + 7"       |

## Classificació general
| \| Classificació general \| Classificació general \| Classificació general \| Classificació general \| Classificació general \| \| Corredor \| Corredor \| Equip \| Temps \| \| \| --------------------- \| ----------------------------- \| ----------------------------- \| --------------------- \| --------------------- \| \| 1r \| Brandon McNulty \| UAE Team Emirates \| 17h 52' 34" \| \| \| 2n \| Santiago Buitrago Sánchez \| Bahrain Victorious \| + 14" \| \| \| 3r \| Aleksandr Vlàssov \| Bora-Hansgrohe \| + 17" \| \| \| 4t \| Alessandro Tonelli \| VF Group-Bardiani CSF-Faizanè \| + 20" \| \| \| 5è \| Jai Hindley \| Bora-Hansgrohe \| + 34" \| \| \| 6è \| Peio Bilbao López de Armentia \| Bahrain Victorious \| + 34" \| \| \| 7è \| Felix Großschartner \| UAE Team Emirates \| + 36" \| \| \| 8è \| Rainer Kepplinger \| Bahrain Victorious \| + 54" \| \| \| 9è \| Javier Romo \| Movistar Team \| + 57" \| \| \| 10è \| Welay Berehe \| Team Jayco AlUla \| + 58" \| \| |                               |                               |             |
| |                               |                               |             |
| Font: ProCyclingStats |                               |                               |             |
| Classificació general |                               |                               |             |
| Corredor | Corredor                      | Equip                         | Temps       |
| 1r | Brandon McNulty               | UAE Team Emirates             | 17h 52' 34" |
| 2n | Santiago Buitrago Sánchez     | Bahrain Victorious            | + 14"       |
| 3r | Aleksandr Vlàssov             | Bora-Hansgrohe                | + 17"       |
| 4t | Alessandro Tonelli            | VF Group-Bardiani CSF-Faizanè | + 20"       |
| 5è | Jai Hindley                   | Bora-Hansgrohe                | + 34"       |
| 6è | Peio Bilbao López de Armentia | Bahrain Victorious            | + 34"       |
| 7è | Felix Großschartner           | UAE Team Emirates             | + 36"       |
| 8è | Rainer Kepplinger             | Bahrain Victorious            | + 54"       |
| 9è | Javier Romo                   | Movistar Team                 | + 57"       |
| 10è | Welay Berehe                  | Team Jayco AlUla              | + 58"       |

### Classificacions secundàries
| Classificació per punts | Classificació per punts   | Classificació per punts       | Classificació per punts | Classificació per punts |
| Corredor                | Corredor                  | Equip                         | Punts                   |                         |
| ----------------------- | ------------------------- | ----------------------------- | ----------------------- | ----------------------- |
| 1r                      | Jonathan Milan            | Lidl-Trek                     | 57 pts                  |                         |
| 2n                      | Matej Mohorič             | Bahrain Victorious            | 48 pts                  |                         |
| 3r                      | Filippo Fiorelli          | VF Group-Bardiani CSF-Faizanè | 36 pts                  |                         |
| 4t                      | Giovanni Lonardi          | Team Polti Kometa             | 36 pts                  |                         |
| 5è                      | William Barta             | Movistar Team                 | 29 pts                  |                         |
| 6è                      | Simone Consonni           | Lidl-Trek                     | 28 pts                  |                         |
| 7è                      | Orluis Aular Sanabria     | Caja Rural-Seguros RGA        | 27 pts                  |                         |
| 8è                      | Brandon McNulty           | UAE Team Emirates             | 25 pts                  |                         |
| 9è                      | Alessandro Tonelli        | VF Group-Bardiani CSF-Faizanè | 25 pts                  |                         |
| 10è                     | Santiago Buitrago Sánchez | Bahrain Victorious            | 24 pts                  |                         |

| Classificació per punts | Classificació per punts   | Classificació per punts       | Classificació per punts | Classificació per punts |
| Corredor                | Corredor                  | Equip                         | Punts                   |                         |
| ----------------------- | ------------------------- | ----------------------------- | ----------------------- | ----------------------- |
| 1r                      | Jonathan Milan            | Lidl-Trek                     | 57 pts                  |                         |
| 2n                      | Matej Mohorič             | Bahrain Victorious            | 48 pts                  |                         |
| 3r                      | Filippo Fiorelli          | VF Group-Bardiani CSF-Faizanè | 36 pts                  |                         |
| 4t                      | Giovanni Lonardi          | Team Polti Kometa             | 36 pts                  |                         |
| 5è                      | William Barta             | Movistar Team                 | 29 pts                  |                         |
| 6è                      | Simone Consonni           | Lidl-Trek                     | 28 pts                  |                         |
| 7è                      | Orluis Aular Sanabria     | Caja Rural-Seguros RGA        | 27 pts                  |                         |
| 8è                      | Brandon McNulty           | UAE Team Emirates             | 25 pts                  |                         |
| 9è                      | Alessandro Tonelli        | VF Group-Bardiani CSF-Faizanè | 25 pts                  |                         |
| 10è                     | Santiago Buitrago Sánchez | Bahrain Victorious            | 24 pts                  |                         |

| Classificació de la muntanya | Classificació de la muntanya  | Classificació de la muntanya  | Classificació de la muntanya | Classificació de la muntanya |
| Corredor                     | Corredor                      | Equip                         | Punts                        |                              |
| ---------------------------- | ----------------------------- | ----------------------------- | ---------------------------- | ---------------------------- |
| 1r                           | Mikel Bizkarra Etxegibel      | Euskaltel-Euskadi             | 18 pts                       |                              |
| 2n                           | Gorka Sorarrain               | Caja Rural-Seguros RGA        | 15 pts                       |                              |
| 3r                           | William Barta                 | Movistar Team                 | 12 pts                       |                              |
| 4t                           | Jokin Murguialday             | Caja Rural-Seguros RGA        | 12 pts                       |                              |
| 5è                           | Brandon McNulty               | UAE Team Emirates             | 10 pts                       |                              |
| 6è                           | Santiago Buitrago Sánchez     | Bahrain Victorious            | 10 pts                       |                              |
| 7è                           | Aleksandr Vlàssov             | Bora-Hansgrohe                | 8 pts                        |                              |
| 8è                           | Peio Bilbao López de Armentia | Bahrain Victorious            | 8 pts                        |                              |
| 9è                           | Filippo Fiorelli              | VF Group-Bardiani CSF-Faizanè | 8 pts                        |                              |
| 10è                          | Manuele Tarozzi               | VF Group-Bardiani CSF-Faizanè | 6 pts                        |                              |

| Classificació de la muntanya | Classificació de la muntanya  | Classificació de la muntanya  | Classificació de la muntanya | Classificació de la muntanya |
| Corredor                     | Corredor                      | Equip                         | Punts                        |                              |
| ---------------------------- | ----------------------------- | ----------------------------- | ---------------------------- | ---------------------------- |
| 1r                           | Mikel Bizkarra Etxegibel      | Euskaltel-Euskadi             | 18 pts                       |                              |
| 2n                           | Gorka Sorarrain               | Caja Rural-Seguros RGA        | 15 pts                       |                              |
| 3r                           | William Barta                 | Movistar Team                 | 12 pts                       |                              |
| 4t                           | Jokin Murguialday             | Caja Rural-Seguros RGA        | 12 pts                       |                              |
| 5è                           | Brandon McNulty               | UAE Team Emirates             | 10 pts                       |                              |
| 6è                           | Santiago Buitrago Sánchez     | Bahrain Victorious            | 10 pts                       |                              |
| 7è                           | Aleksandr Vlàssov             | Bora-Hansgrohe                | 8 pts                        |                              |
| 8è                           | Peio Bilbao López de Armentia | Bahrain Victorious            | 8 pts                        |                              |
| 9è                           | Filippo Fiorelli              | VF Group-Bardiani CSF-Faizanè | 8 pts                        |                              |
| 10è                          | Manuele Tarozzi               | VF Group-Bardiani CSF-Faizanè | 6 pts                        |                              |

| Classificació del millor jove | Classificació del millor jove | Classificació del millor jove | Classificació del millor jove | Classificació del millor jove |
| Corredor                      | Corredor                      | Equip                         | Temps                         |                               |
| ----------------------------- | ----------------------------- | ----------------------------- | ----------------------------- | ----------------------------- |
| 1r                            | Santiago Buitrago Sánchez     | Bahrain Victorious            | 17h 52' 48"                   |                               |
| 2n                            | Javier Romo                   | Movistar Team                 | + 43"                         |                               |
| 3r                            | Welay Berehe                  | Team Jayco AlUla              | + 44"                         |                               |
| 4t                            | Giovanni Aleotti              | Bora-Hansgrohe                | + 1' 06"                      |                               |
| 5è                            | Davide Piganzoli              | Team Polti Kometa             | + 1' 08"                      |                               |
| 6è                            | Igor Arrieta                  | UAE Team Emirates             | + 1' 08"                      |                               |
| 7è                            | Filippo Zana                  | Team Jayco AlUla              | + 1' 22"                      |                               |
| 8è                            | Davide De Pretto              | Team Jayco AlUla              | + 1' 49"                      |                               |
| 9è                            | Alex Molenaar                 | Illes Balears Arabay Cycling  | + 4' 12"                      |                               |
| 10è                           | Pablo Castrillo Zapater       | Equipo Kern Pharma            | + 5' 12"                      |                               |

| Classificació del millor jove | Classificació del millor jove | Classificació del millor jove | Classificació del millor jove | Classificació del millor jove |
| Corredor                      | Corredor                      | Equip                         | Temps                         |                               |
| ----------------------------- | ----------------------------- | ----------------------------- | ----------------------------- | ----------------------------- |
| 1r                            | Santiago Buitrago Sánchez     | Bahrain Victorious            | 17h 52' 48"                   |                               |
| 2n                            | Javier Romo                   | Movistar Team                 | + 43"                         |                               |
| 3r                            | Welay Berehe                  | Team Jayco AlUla              | + 44"                         |                               |
| 4t                            | Giovanni Aleotti              | Bora-Hansgrohe                | + 1' 06"                      |                               |
| 5è                            | Davide Piganzoli              | Team Polti Kometa             | + 1' 08"                      |                               |
| 6è                            | Igor Arrieta                  | UAE Team Emirates             | + 1' 08"                      |                               |
| 7è                            | Filippo Zana                  | Team Jayco AlUla              | + 1' 22"                      |                               |
| 8è                            | Davide De Pretto              | Team Jayco AlUla              | + 1' 49"                      |                               |
| 9è                            | Alex Molenaar                 | Illes Balears Arabay Cycling  | + 4' 12"                      |                               |
| 10è                           | Pablo Castrillo Zapater       | Equipo Kern Pharma            | + 5' 12"                      |                               |

| Classificació per equips | Classificació per equips      | Classificació per equips | Classificació per equips |
| Equip                    | Equip                         | Temps                    |                          |
| ------------------------ | ----------------------------- | ------------------------ | ------------------------ |
| 1r                       | Bahrain Victorious            | 53h 39' 19"              |                          |
| 2n                       | UAE Team Emirates             | + 34"                    |                          |
| 3r                       | Bora-Hansgrohe                | + 39"                    |                          |
| 4t                       | Team Jayco AlUla              | + 3' 00"                 |                          |
| 5è                       | Polti Kometa                  | + 3' 31"                 |                          |
| 6è                       | VF Group-Bardiani CSF-Faizané | + 5' 06"                 |                          |
| 7è                       | Euskaltel-Euskadi             | + 5' 45"                 |                          |
| 8è                       | Movistar Team                 | + 6' 00"                 |                          |
| 9è                       | Burgos-BH                     | + 11' 44"                |                          |
| 10è                      | Caja Rural-Seguros RGA        | + 13' 52"                |                          |

| Classificació per equips | Classificació per equips      | Classificació per equips | Classificació per equips |
| Equip                    | Equip                         | Temps                    |                          |
| ------------------------ | ----------------------------- | ------------------------ | ------------------------ |
| 1r                       | Bahrain Victorious            | 53h 39' 19"              |                          |
| 2n                       | UAE Team Emirates             | + 34"                    |                          |
| 3r                       | Bora-Hansgrohe                | + 39"                    |                          |
| 4t                       | Team Jayco AlUla              | + 3' 00"                 |                          |
| 5è                       | Polti Kometa                  | + 3' 31"                 |                          |
| 6è                       | VF Group-Bardiani CSF-Faizané | + 5' 06"                 |                          |
| 7è                       | Euskaltel-Euskadi             | + 5' 45"                 |                          |
| 8è                       | Movistar Team                 | + 6' 00"                 |                          |
| 9è                       | Burgos-BH                     | + 11' 44"                |                          |
| 10è                      | Caja Rural-Seguros RGA        | + 13' 52"                |                          |

## Evolució de les classificacions
| Etapa                  | Vencedor               | Classificació general | Classificació per punts | Classificació de la muntanya | Classificació dels joves | Classificació per equips      |
| ---------------------- | ---------------------- | --------------------- | ----------------------- | ---------------------------- | ------------------------ | ----------------------------- |
| 1                      | Alessandro Tonelli     | Alessandro Tonelli    | Gorka Sorarrain         | Alessandro Tonelli           | Davide Piganzoli         | VF Group-Bardiani CSF-Faizané |
| 2                      | Matej Mohorič          | Alessandro Tonelli    | Gorka Sorarrain         | Matej Mohorič                | Santiago Buitrago        | VF Group-Bardiani CSF-Faizané |
| 3                      | Jonathan Milan         | Alessandro Tonelli    | Gorka Sorarrain         | Jonathan Milan               | Santiago Buitrago        | VF Group-Bardiani CSF-Faizané |
| 4                      | Brandon McNulty        | Brandon McNulty       | Mikel Bizkarra          | Jonathan Milan               | Santiago Buitrago        | Bahrain Victorious            |
| 5                      | William Barta          | Brandon McNulty       | Mikel Bizkarra          | Jonathan Milan               | Santiago Buitrago        | Bahrain Victorious            |
| Classificacions finals | Classificacions finals | Brandon McNulty       | Mikel Bizkarra          | Jonathan Milan               | Santiago Buitrago        | Bahrain Victorious            |

## Llista de participants
| Intermarché-Wanty IWA | Intermarché-Wanty IWA     | Intermarché-Wanty IWA |
| --------------------- | ------------------------- | --------------------- |
| Núm                   | Ciclista                  | Pos                   |
| 1                     | Vito Braet (BEL)          | 95è                   |
| 2                     | Arne Marit (BEL)          | 79è                   |
| 3                     | Adrien Petit (FRA)        | 112è                  |
| 4                     | Baptiste Planckaert (BEL) | 84è                   |
| 5                     | Rein Taaramäe (EST)       | 19è                   |
| 6                     | Tim Rex (BEL)             | 37è                   |
| 7                     | Boy van Poppel (NED)      | 85è                   |

| Bora-Hansgrohe BOH | Bora-Hansgrohe BOH     | Bora-Hansgrohe BOH |
| ------------------ | ---------------------- | ------------------ |
| Núm                | Ciclista               | Pos                |
| 11                 | Patrick Gamper (AUT)   | 108è               |
| 12                 | Jai Hindley (AUS)      | 5è                 |
| 13                 | Lennard Kämna (GER)    | 75è                |
| 14                 | Alexander Hajek (AUT)  | 35è                |
| 15                 | Aleksandr Vlàssov      | 3r                 |
| 16                 | Frederik Wandahl (DEN) | 70è                |
| 17                 | Giovanni Aleotti (ITA) | 13è                |

| UAE Team Emirates UAD | UAE Team Emirates UAD     | UAE Team Emirates UAD |
| --------------------- | ------------------------- | --------------------- |
| Núm                   | Ciclista                  | Pos                   |
| 21                    | Igor Arrieta (ESP)        | 15è                   |
| 22                    | Jan Christen (SUI)        | 44è                   |
| 23                    | Alessandro Covi (ITA)     | 56è                   |
| 24                    | Felix Großschartner (AUT) | 7è                    |
| 25                    | Brandon McNulty (USA)     | 1r                    |
| 26                    | Pàvel Sivakov (FRA)       | NP-3                  |
| 27                    | Duarte Marivoet (BEL)     | 108è                  |

| Movistar Team MOV | Movistar Team MOV               | Movistar Team MOV |
| ----------------- | ------------------------------- | ----------------- |
| Núm               | Ciclista                        | Pos               |
| 31                | Jorge Arcas (ESP)               | 64è               |
| 32                | William Barta (USA)             | 41è               |
| 33                | Oier Lazkano López (ESP) (ruta) | 61è               |
| 34                | Antonio Pedrero López (ESP)     | 90è               |
| 35                | Javier Romo (ESP)               | 9è                |
| 36                | Einer Rubio (COL)               | 18è               |
| 37                | Pelayo Sánchez Mayo (ESP)       | 47è               |

| Bahrain Victorious TBV | Bahrain Victorious TBV              | Bahrain Victorious TBV |
| ---------------------- | ----------------------------------- | ---------------------- |
| Núm                    | Ciclista                            | Pos                    |
| 41                     | Peio Bilbao López de Armentia (ESP) | 6è                     |
| 42                     | Yukiya Arashiro (JPN)               | NP-2                   |
| 43                     | Santiago Buitrago Sánchez (COL)     | 2n                     |
| 44                     | Nicolò Buratti (ITA)                | 86è                    |
| 45                     | Kamil Gradek (POL)                  | NP-2                   |
| 46                     | Rainer Kepplinger (AUT)             | 8è                     |
| 47                     | Matej Mohorič (SLO)                 | 23è                    |

| Lidl-Trek LTK | Lidl-Trek LTK                | Lidl-Trek LTK |
| ------------- | ---------------------------- | ------------- |
| Núm           | Ciclista                     | Pos           |
| 51            | Simone Consonni (ITA)        | 82è           |
| 52            | Fabio Felline (ITA)          | NP-1          |
| 53            | Amanuel Gebrezgabihier (ERI) | 80è           |
| 54            | Patrick Konrad (AUT)         | 12è           |
| 55            | Jonathan Milan (ITA)         | 48è           |
| 56            | Sam Oomen (NED)              | 33è           |
| 57            | Edward Theuns (BEL)          | 83è           |

| Team Jayco AlUla JAY | Team Jayco AlUla JAY        | Team Jayco AlUla JAY |
| -------------------- | --------------------------- | -------------------- |
| Núm                  | Ciclista                    | Pos                  |
| 61                   | Welay Berehe (ETH)          | 10è                  |
| 62                   | Davide De Pretto (ITA)      | 21è                  |
| 63                   | Edward Dunbar (IRL)         | NP-3                 |
| 64                   | Felix Engelhardt (GER)      | 57è                  |
| 65                   | Michael Matthews (AUS)      | NP-4                 |
| 66                   | Amund Grøndahl Jansen (NOR) | 92è                  |
| 67                   | Filippo Zana (ITA)          | 16è                  |

| Euskaltel-Euskadi EUS | Euskaltel-Euskadi EUS          | Euskaltel-Euskadi EUS |
| --------------------- | ------------------------------ | --------------------- |
| Núm                   | Ciclista                       | Pos                   |
| 71                    | Mikel Bizkarra Etxegibel (ESP) | 26è                   |
| 72                    | Joan Bou (ESP)                 | 17è                   |
| 73                    | Xavier Cañellas Sánchez (ESP)  | 88è                   |
| 74                    | Asier Etxeberria (ESP)         | 81è                   |
| 75                    | Xabier Isasa (ESP)             | 34è                   |
| 76                    | Mikel Iturria Segurola (ESP)   | 28è                   |
| 77                    | Txomin Juaristi (ESP)          | 46è                   |

| Caja Rural-Seguros RGA CJR | Caja Rural-Seguros RGA CJR         | Caja Rural-Seguros RGA CJR |
| -------------------------- | ---------------------------------- | -------------------------- |
| Núm                        | Ciclista                           | Pos                        |
| 81                         | Orluis Aular Sanabria (VEN) (ruta) | 30è                        |
| 82                         | Jaume Guardeño Romá (ESP)          | 62è                        |
| 83                         | Mulu Hailemichael (ETH)            | 76è                        |
| 84                         | Jokin Murguialday (ESP)            | 72è                        |
| 85                         | Joel Nicolau Beltran (ESP)         | 43è                        |
| 86                         | Thomas Silva (URU)                 | 54è                        |
| 87                         | Gorka Sorarrain (ESP)              | 78è                        |

| Q36.5 Pro Cycling Team Q36 | Q36.5 Pro Cycling Team Q36     | Q36.5 Pro Cycling Team Q36 |
| -------------------------- | ------------------------------ | -------------------------- |
| Núm                        | Ciclista                       | Pos                        |
| 91                         | Negasi Abreha (ETH)            | 91è                        |
| 92                         | Marcel Camprubí Pijoan (ESP)   | 49è                        |
| 93                         | Carl Fredrik Hagen (NOR)       | 20è                        |
| 94                         | Nicolò Parisini (ITA)          | DNF-5                      |
| 95                         | Jannik Steimle (GER)           | 101è                       |
| 96                         | James Whelan (AUS)             | 40è                        |
| 97                         | Nickolas Zukowsky (CAN) (ruta) | 69è                        |

| Equipo Kern Pharma EKP | Equipo Kern Pharma EKP        | Equipo Kern Pharma EKP |
| ---------------------- | ----------------------------- | ---------------------- |
| Núm                    | Ciclista                      | Pos                    |
| 101                    | Pablo Castrillo Zapater (ESP) | 32è                    |
| 102                    | Jon Agirre Egaña (ESP)        | 24è                    |
| 103                    | Unai Iribar (ESP)             | 39è                    |
| 104                    | Iñigo Elosegui (ESP)          | 60è                    |
| 105                    | Eugenio Sánchez López (ESP)   | 99è                    |
| 106                    | Álex Jaime (ESP)              | 102è                   |
| 107                    | Miguel Ángel Fernández (ESP)  | 114è                   |

| Burgos-BH BBH | Burgos-BH BBH                  | Burgos-BH BBH |
| ------------- | ------------------------------ | ------------- |
| Núm           | Ciclista                       | Pos           |
| 111           | José Manuel Díaz Gallego (ESP) | 25è           |
| 112           | Ander Okamika (ESP)            | 38è           |
| 113           | Sinuhé Fernández (ESP)         | 51è           |
| 114           | Antonio Angulo (ESP)           | 100è          |
| 115           | Geórgios Boúglas (GRE) (ruta)  | 104è          |
| 116           | Clément Alleno (FRA)           | 42è           |
| 117           | Jetse Bol (NED)                | DNF-3         |

| VF Group-Bardiani CSF-Faizanè VBF | VF Group-Bardiani CSF-Faizanè VBF | VF Group-Bardiani CSF-Faizanè VBF |
| --------------------------------- | --------------------------------- | --------------------------------- |
| Núm                               | Ciclista                          | Pos                               |
| 121                               | Luca Colnaghi (ITA)               | 106è                              |
| 122                               | Filippo Fiorelli (ITA)            | 29è                               |
| 123                               | Riccardo Lucca (ITA)              | 94è                               |
| 124                               | Filippo Magli (ITA)               | 53è                               |
| 125                               | Manuele Tarozzi (ITA)             | 27è                               |
| 126                               | Alessandro Tonelli (ITA)          | 4t                                |
| 127                               | Samuele Zoccarato (ITA)           | 66è                               |

| Team Novo Nordisk TNN | Team Novo Nordisk TNN   | Team Novo Nordisk TNN |
| --------------------- | ----------------------- | --------------------- |
| Núm                   | Ciclista                | Pos                   |
| 131                   | Matyáš Kopecký (CZE)    | 74è                   |
| 132                   | Filippo Ridolfo (ITA)   | DNF-4                 |
| 133                   | Gerd de Keijzer (NED)   | DNF-4                 |
| 134                   | Jan Dunnewind (NED)     | 113è                  |
| 135                   | David Lozano Riba (ESP) | 68è                   |
| 136                   | Nathan Smith (GBR)      | 93è                   |
| 137                   | Lucas Dauge (FRA)       | 107è                  |

| Bingoal WB BWB | Bingoal WB BWB             | Bingoal WB BWB |
| -------------- | -------------------------- | -------------- |
| Núm            | Ciclista                   | Pos            |
| 141            | Louis Blouwe (BEL)         | 58è            |
| 142            | Floris De Tier (BEL)       | 22è            |
| 143            | Johan Meens (BEL)          | 55è            |
| 144            | Alexander Salby (DEN)      | 105è           |
| 145            | Marco Tizza (ITA)          | 50è            |
| 146            | Nathan Vandepitte (FRA)    | 89è            |
| 147            | Sébastien van Poppel (BEL) | 111è           |

| Team Polti Kometa PTK | Team Polti Kometa PTK       | Team Polti Kometa PTK |
| --------------------- | --------------------------- | --------------------- |
| Núm                   | Ciclista                    | Pos                   |
| 151                   | Mirco Maestri (ITA)         | 67è                   |
| 152                   | Giovanni Lonardi (ITA)      | 63è                   |
| 153                   | Francisco Muñoz Llana (ESP) | 65è                   |
| 154                   | Diego Sevilla (ESP)         | 71è                   |
| 155                   | Davide Piganzoli (ITA)      | 14è                   |
| 156                   | Paul Double (GBR)           | 11è                   |
| 157                   | Fernando Tercero (ESP)      | 45è                   |

| Illes Balears Arabay Cycling IBA | Illes Balears Arabay Cycling IBA | Illes Balears Arabay Cycling IBA |
| -------------------------------- | -------------------------------- | -------------------------------- |
| Núm                              | Ciclista                         | Pos                              |
| 161                              | Julen Amézqueta Moreno (ESP)     | 59è                              |
| 162                              | José María García Soriano (ESP)  | 52è                              |
| 163                              | Unai Esparza (ESP)               | 96è                              |
| 164                              | Pau Llaneras (ESP)               | 97è                              |
| 165                              | Sergi Darder (ESP)               | 103è                             |
| 166                              | Alex Molenaar (NED)              | 31è                              |
| 167                              | Gonzalo Ariño (ESP)              | 110è                             |

| Project Echelon Racing PEC | Project Echelon Racing PEC | Project Echelon Racing PEC |
| -------------------------- | -------------------------- | -------------------------- |
| Núm                        | Ciclista                   | Pos                        |
| 171                        | Richard Arnopol (USA)      | 73è                        |
| 172                        | Matthew Zimmer (USA)       | 87è                        |
| 173                        | Tyler Stites (USA)         | 36è                        |
| 174                        | Laurent Gervais (CAN)      | 77è                        |
| 175                        | Samuel Boardman (USA)      | 98è                        |
| 176                        | Ethan Craine (NZL)         | DNF-4                      |
| 177                        | Caleb Classen (USA)        | DNF-4                      |

| Intermarché-Wanty IWA | Intermarché-Wanty IWA     | Intermarché-Wanty IWA |
| --------------------- | ------------------------- | --------------------- |
| Núm                   | Ciclista                  | Pos                   |
| 1                     | Vito Braet (BEL)          | 95è                   |
| 2                     | Arne Marit (BEL)          | 79è                   |
| 3                     | Adrien Petit (FRA)        | 112è                  |
| 4                     | Baptiste Planckaert (BEL) | 84è                   |
| 5                     | Rein Taaramäe (EST)       | 19è                   |
| 6                     | Tim Rex (BEL)             | 37è                   |
| 7                     | Boy van Poppel (NED)      | 85è                   |

| Bora-Hansgrohe BOH | Bora-Hansgrohe BOH     | Bora-Hansgrohe BOH |
| ------------------ | ---------------------- | ------------------ |
| Núm                | Ciclista               | Pos                |
| 11                 | Patrick Gamper (AUT)   | 108è               |
| 12                 | Jai Hindley (AUS)      | 5è                 |
| 13                 | Lennard Kämna (GER)    | 75è                |
| 14                 | Alexander Hajek (AUT)  | 35è                |
| 15                 | Aleksandr Vlàssov      | 3r                 |
| 16                 | Frederik Wandahl (DEN) | 70è                |
| 17                 | Giovanni Aleotti (ITA) | 13è                |

| UAE Team Emirates UAD | UAE Team Emirates UAD     | UAE Team Emirates UAD |
| --------------------- | ------------------------- | --------------------- |
| Núm                   | Ciclista                  | Pos                   |
| 21                    | Igor Arrieta (ESP)        | 15è                   |
| 22                    | Jan Christen (SUI)        | 44è                   |
| 23                    | Alessandro Covi (ITA)     | 56è                   |
| 24                    | Felix Großschartner (AUT) | 7è                    |
| 25                    | Brandon McNulty (USA)     | 1r                    |
| 26                    | Pàvel Sivakov (FRA)       | NP-3                  |
| 27                    | Duarte Marivoet (BEL)     | 108è                  |

| Movistar Team MOV | Movistar Team MOV               | Movistar Team MOV |
| ----------------- | ------------------------------- | ----------------- |
| Núm               | Ciclista                        | Pos               |
| 31                | Jorge Arcas (ESP)               | 64è               |
| 32                | William Barta (USA)             | 41è               |
| 33                | Oier Lazkano López (ESP) (ruta) | 61è               |
| 34                | Antonio Pedrero López (ESP)     | 90è               |
| 35                | Javier Romo (ESP)               | 9è                |
| 36                | Einer Rubio (COL)               | 18è               |
| 37                | Pelayo Sánchez Mayo (ESP)       | 47è               |

| Bahrain Victorious TBV | Bahrain Victorious TBV              | Bahrain Victorious TBV |
| ---------------------- | ----------------------------------- | ---------------------- |
| Núm                    | Ciclista                            | Pos                    |
| 41                     | Peio Bilbao López de Armentia (ESP) | 6è                     |
| 42                     | Yukiya Arashiro (JPN)               | NP-2                   |
| 43                     | Santiago Buitrago Sánchez (COL)     | 2n                     |
| 44                     | Nicolò Buratti (ITA)                | 86è                    |
| 45                     | Kamil Gradek (POL)                  | NP-2                   |
| 46                     | Rainer Kepplinger (AUT)             | 8è                     |
| 47                     | Matej Mohorič (SLO)                 | 23è                    |

| Lidl-Trek LTK | Lidl-Trek LTK                | Lidl-Trek LTK |
| ------------- | ---------------------------- | ------------- |
| Núm           | Ciclista                     | Pos           |
| 51            | Simone Consonni (ITA)        | 82è           |
| 52            | Fabio Felline (ITA)          | NP-1          |
| 53            | Amanuel Gebrezgabihier (ERI) | 80è           |
| 54            | Patrick Konrad (AUT)         | 12è           |
| 55            | Jonathan Milan (ITA)         | 48è           |
| 56            | Sam Oomen (NED)              | 33è           |
| 57            | Edward Theuns (BEL)          | 83è           |

| Team Jayco AlUla JAY | Team Jayco AlUla JAY        | Team Jayco AlUla JAY |
| -------------------- | --------------------------- | -------------------- |
| Núm                  | Ciclista                    | Pos                  |
| 61                   | Welay Berehe (ETH)          | 10è                  |
| 62                   | Davide De Pretto (ITA)      | 21è                  |
| 63                   | Edward Dunbar (IRL)         | NP-3                 |
| 64                   | Felix Engelhardt (GER)      | 57è                  |
| 65                   | Michael Matthews (AUS)      | NP-4                 |
| 66                   | Amund Grøndahl Jansen (NOR) | 92è                  |
| 67                   | Filippo Zana (ITA)          | 16è                  |

| Euskaltel-Euskadi EUS | Euskaltel-Euskadi EUS          | Euskaltel-Euskadi EUS |
| --------------------- | ------------------------------ | --------------------- |
| Núm                   | Ciclista                       | Pos                   |
| 71                    | Mikel Bizkarra Etxegibel (ESP) | 26è                   |
| 72                    | Joan Bou (ESP)                 | 17è                   |
| 73                    | Xavier Cañellas Sánchez (ESP)  | 88è                   |
| 74                    | Asier Etxeberria (ESP)         | 81è                   |
| 75                    | Xabier Isasa (ESP)             | 34è                   |
| 76                    | Mikel Iturria Segurola (ESP)   | 28è                   |
| 77                    | Txomin Juaristi (ESP)          | 46è                   |

| Caja Rural-Seguros RGA CJR | Caja Rural-Seguros RGA CJR         | Caja Rural-Seguros RGA CJR |
| -------------------------- | ---------------------------------- | -------------------------- |
| Núm                        | Ciclista                           | Pos                        |
| 81                         | Orluis Aular Sanabria (VEN) (ruta) | 30è                        |
| 82                         | Jaume Guardeño Romá (ESP)          | 62è                        |
| 83                         | Mulu Hailemichael (ETH)            | 76è                        |
| 84                         | Jokin Murguialday (ESP)            | 72è                        |
| 85                         | Joel Nicolau Beltran (ESP)         | 43è                        |
| 86                         | Thomas Silva (URU)                 | 54è                        |
| 87                         | Gorka Sorarrain (ESP)              | 78è                        |

| Q36.5 Pro Cycling Team Q36 | Q36.5 Pro Cycling Team Q36     | Q36.5 Pro Cycling Team Q36 |
| -------------------------- | ------------------------------ | -------------------------- |
| Núm                        | Ciclista                       | Pos                        |
| 91                         | Negasi Abreha (ETH)            | 91è                        |
| 92                         | Marcel Camprubí Pijoan (ESP)   | 49è                        |
| 93                         | Carl Fredrik Hagen (NOR)       | 20è                        |
| 94                         | Nicolò Parisini (ITA)          | DNF-5                      |
| 95                         | Jannik Steimle (GER)           | 101è                       |
| 96                         | James Whelan (AUS)             | 40è                        |
| 97                         | Nickolas Zukowsky (CAN) (ruta) | 69è                        |

| Equipo Kern Pharma EKP | Equipo Kern Pharma EKP        | Equipo Kern Pharma EKP |
| ---------------------- | ----------------------------- | ---------------------- |
| Núm                    | Ciclista                      | Pos                    |
| 101                    | Pablo Castrillo Zapater (ESP) | 32è                    |
| 102                    | Jon Agirre Egaña (ESP)        | 24è                    |
| 103                    | Unai Iribar (ESP)             | 39è                    |
| 104                    | Iñigo Elosegui (ESP)          | 60è                    |
| 105                    | Eugenio Sánchez López (ESP)   | 99è                    |
| 106                    | Álex Jaime (ESP)              | 102è                   |
| 107                    | Miguel Ángel Fernández (ESP)  | 114è                   |

| Burgos-BH BBH | Burgos-BH BBH                  | Burgos-BH BBH |
| ------------- | ------------------------------ | ------------- |
| Núm           | Ciclista                       | Pos           |
| 111           | José Manuel Díaz Gallego (ESP) | 25è           |
| 112           | Ander Okamika (ESP)            | 38è           |
| 113           | Sinuhé Fernández (ESP)         | 51è           |
| 114           | Antonio Angulo (ESP)           | 100è          |
| 115           | Geórgios Boúglas (GRE) (ruta)  | 104è          |
| 116           | Clément Alleno (FRA)           | 42è           |
| 117           | Jetse Bol (NED)                | DNF-3         |

| VF Group-Bardiani CSF-Faizanè VBF | VF Group-Bardiani CSF-Faizanè VBF | VF Group-Bardiani CSF-Faizanè VBF |
| --------------------------------- | --------------------------------- | --------------------------------- |
| Núm                               | Ciclista                          | Pos                               |
| 121                               | Luca Colnaghi (ITA)               | 106è                              |
| 122                               | Filippo Fiorelli (ITA)            | 29è                               |
| 123                               | Riccardo Lucca (ITA)              | 94è                               |
| 124                               | Filippo Magli (ITA)               | 53è                               |
| 125                               | Manuele Tarozzi (ITA)             | 27è                               |
| 126                               | Alessandro Tonelli (ITA)          | 4t                                |
| 127                               | Samuele Zoccarato (ITA)           | 66è                               |

| Team Novo Nordisk TNN | Team Novo Nordisk TNN   | Team Novo Nordisk TNN |
| --------------------- | ----------------------- | --------------------- |
| Núm                   | Ciclista                | Pos                   |
| 131                   | Matyáš Kopecký (CZE)    | 74è                   |
| 132                   | Filippo Ridolfo (ITA)   | DNF-4                 |
| 133                   | Gerd de Keijzer (NED)   | DNF-4                 |
| 134                   | Jan Dunnewind (NED)     | 113è                  |
| 135                   | David Lozano Riba (ESP) | 68è                   |
| 136                   | Nathan Smith (GBR)      | 93è                   |
| 137                   | Lucas Dauge (FRA)       | 107è                  |

| Bingoal WB BWB | Bingoal WB BWB             | Bingoal WB BWB |
| -------------- | -------------------------- | -------------- |
| Núm            | Ciclista                   | Pos            |
| 141            | Louis Blouwe (BEL)         | 58è            |
| 142            | Floris De Tier (BEL)       | 22è            |
| 143            | Johan Meens (BEL)          | 55è            |
| 144            | Alexander Salby (DEN)      | 105è           |
| 145            | Marco Tizza (ITA)          | 50è            |
| 146            | Nathan Vandepitte (FRA)    | 89è            |
| 147            | Sébastien van Poppel (BEL) | 111è           |

| Team Polti Kometa PTK | Team Polti Kometa PTK       | Team Polti Kometa PTK |
| --------------------- | --------------------------- | --------------------- |
| Núm                   | Ciclista                    | Pos                   |
| 151                   | Mirco Maestri (ITA)         | 67è                   |
| 152                   | Giovanni Lonardi (ITA)      | 63è                   |
| 153                   | Francisco Muñoz Llana (ESP) | 65è                   |
| 154                   | Diego Sevilla (ESP)         | 71è                   |
| 155                   | Davide Piganzoli (ITA)      | 14è                   |
| 156                   | Paul Double (GBR)           | 11è                   |
| 157                   | Fernando Tercero (ESP)      | 45è                   |

| Illes Balears Arabay Cycling IBA | Illes Balears Arabay Cycling IBA | Illes Balears Arabay Cycling IBA |
| -------------------------------- | -------------------------------- | -------------------------------- |
| Núm                              | Ciclista                         | Pos                              |
| 161                              | Julen Amézqueta Moreno (ESP)     | 59è                              |
| 162                              | José María García Soriano (ESP)  | 52è                              |
| 163                              | Unai Esparza (ESP)               | 96è                              |
| 164                              | Pau Llaneras (ESP)               | 97è                              |
| 165                              | Sergi Darder (ESP)               | 103è                             |
| 166                              | Alex Molenaar (NED)              | 31è                              |
| 167                              | Gonzalo Ariño (ESP)              | 110è                             |

| Project Echelon Racing PEC | Project Echelon Racing PEC | Project Echelon Racing PEC |
| -------------------------- | -------------------------- | -------------------------- |
| Núm                        | Ciclista                   | Pos                        |
| 171                        | Richard Arnopol (USA)      | 73è                        |
| 172                        | Matthew Zimmer (USA)       | 87è                        |
| 173                        | Tyler Stites (USA)         | 36è                        |
| 174                        | Laurent Gervais (CAN)      | 77è                        |
| 175                        | Samuel Boardman (USA)      | 98è                        |
| 176                        | Ethan Craine (NZL)         | DNF-4                      |
| 177                        | Caleb Classen (USA)        | DNF-4                      |